# Ceuthomadarus tenebrionellus
Ceuthomadarus tenebrionellus is een vlinder uit de familie van de Lecithoceridae. De wetenschappelijke naam van de soort is voor het eerst geldig gepubliceerd in 1864 door Mann.